# Ivaň
Ivaň este un sat în partea de sud-est a Cehiei, în regiunea  Moravia de Sud, la confluența râului Jihlava în Svratka. La recensământul din 2001 avea o populație de 692 locuitori.